# Sophie Rimheden
Sophie Rimheden, född 1975, är en svensk electronicamusiker. 
Rimheden växte upp i Bjärnum i Skåne. Hon slog igenom med albumet Hi-Fi år 2003 men hade tidigare spelat in en skiva under pseudonymen Hayce. Hon driver också soloprojektet Ban Ham, plus ett antal andra samarbetsprojekt med andra: Sofia och Sophie med Sofia Talvik, Sophie Rimheden och Annika Holmberg med Annika Holmberg, och ISH med Chris Kanaki.

## Diskografi

### Album
- 1999 Underneath the floor (som Hayce)
- 2003 Hi-Fi
- 2004 Miss
- 2005 Sophie Rimheden
- 2008 Traveller
- 2012 Haj

### EP/singel
- 2004 Into night (feat. Tevski)
- 2004 Shout (med Håkan Lidbo)
- 2005 Främling (med Håkan Lidbo)
- 2005 Red Line
- 2005 Can you save me? (med Annika Holmberg) (mp3-singel)
- 2006 Queen of the night (mp3-singel)
- 2006 My madness (med Annika Holmberg)
- 2007 Fest (ISH)
- 2008 Go Away (feat. Aaron Phiri)
- 2009 Just Say You're Sorry (med Moist)